# Восьма
Во́сьма (устар. О́сьма, Восма) — река в России, протекает по Ясногорскому району Тульской области. Левый приток реки Беспуты.

## География
Река Восьма берёт начало в районе посёлка Страхово. Течёт на северо-восток. Устье реки находится в 11 км по левому берегу реки Беспуты. Длина реки составляет 28 км. Площадь водосборного бассейна — 214 км².
Река Восьма имеет один крупный приток — реку Незнайка.
Вдоль течения реки расположены следующие населённые пункты: Страхово, Климское, Теляково, Борисово и Восьма.

## Название
Гидроним балтийского происхождения («каменная»), ср. лит. ašmuo, латыш. asmens «лезвие, камень».

## История
В 1607 году на реке Восьме состоялась битва между войском царя Василия Шуйского и мятежниками Ивана Болотникова, которая закончилась победой царя и отступлением Болотникова к реке Вороньей.

## Достопримечательности
Вблизи села Иваньково находится памятник природы — Сосновый бор на реке Восьма. Он расположен на левом берегу реки, изрезанном оврагами. Рельеф местности своеобразен: участки хвойного леса чередуются с крутыми склонами.
Рядом с посёлками Восьма и Богословское установлены памятные знаки, обозначающие место, где в 1607 году проходила Восьменская битва.
Чуть ниже д. Борисово сохранились остатки плотины, на которой работала водяная мельница.

## Данные водного реестра
По данным государственного водного реестра России относится к Окскому бассейну, водохозяйственный участок реки — Ока от города Серпухов до города Кашира, речной подбассейн реки — бассейны притоков Оки до впадения Мокши. Речной бассейн реки — Ока.
Код объекта в государственном водном реестре — 09010100912110000022636.

### Притоки (км от устья)
- 15 км: река Незнайка (лв)